# Tanqueta

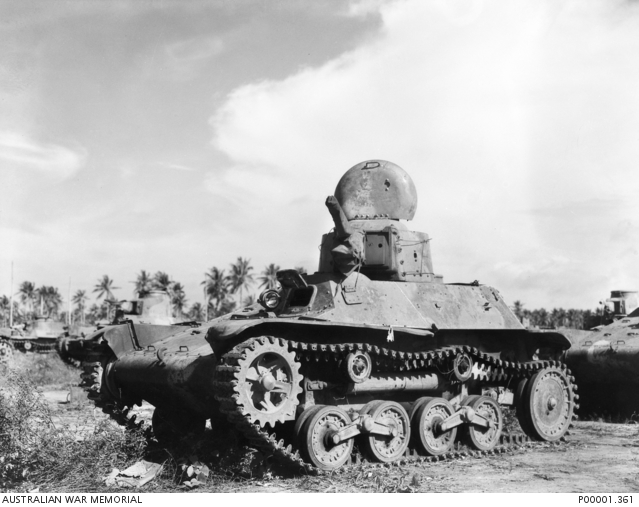
Tanqueta japonesa Tipo 97 Te-Ke.

Una tanqueta es un vehículo militar blindado similar a un pequeño tanque, con tracción de orugas o tracción de ruedas, utilizado para labores de reconocimiento y apoyo de infantería. El concepto de tanqueta se desarrolló en los años 1920 en diversos países, como una versión más veloz y maniobrable de blindado, pero fue finalmente abandonado al comprobar su vulnerabilidad a las armas antitanque y su limitada utilidad en el campo de batalla. El término tanqueta también se usa informalmente para referirse a tanques o blindados pequeños en general, independientemente de su clase.

## Características
Estos vehículos, que normalmente tienen el tamaño de un automóvil, poseen una tripulación de dos o tres miembros. Algunos diseños carecen de torreta, y normalmente sólo están armados con una o dos ametralladoras, aunque en raras ocasiones han sido equipados con cañones de pequeño calibre (como la Tipo 97 Te-Ke japonesa) u otras variedades de armamento ligero.
Por lo general suelen ser propulsados por ruedas, si bien algunos se propulsan por orugas.

## Historia
El primer tanque ligero probablemente se corresponde con el Renault FT-17, un diseño atribuido a Rodolphe Ernst-Metzmaier, fabricado en 1917, y del que se produjeron más de 3.000 unidades, vendidas en gran cantidad de países.
Sin embargo, quizás sea más apropiado citar como el origen de este tipo de vehículos en su concepción definitiva a las tanquetas Carden Loyd, ideadas por el ingeniero británico Giffard LeQuesne Martel, en la década de 1920.
De sus diseños, el único modelo producido en cantidades significativas (unas 450 unidades) fue el Mark VI, fabricado entre 1927 y 1935. No obstante, varias de estas unidades fueron vendidas a terceros países, sirviendo de referencia para posteriores diseños de tanquetas en Italia, Japón y Rusia.
Italia fabricó su primer modelo de tanqueta en 1933; la Carro Veloce CV-33 o L3/33, producida por las empresas Fiat y Ansaldo. Dos años más tarde, diseñaron una versión mejorada denominada CV-35 o también L3/35, de la que se fabricaron más de 2000 unidades.
Japón fue probablemente el país que más utilizó este tipo de vehículos, y fabricó su primer modelo propio, la Tipo 92 Jyu-Sokosha, basándose fundamentalmente en el diseño de la Mark VI Carden Loyd. Sin embargo, apenas se llegaron a producir 167 unidades de este vehículo entre 1932 y 1939. Este diseño fue sucedido por la Tipo 94 Te-Ke, que entró en servicio en 1935, y debido a su bajo coste se convirtió en el blindado más usado por el Ejército Imperial Japonés, llegando a entrar en combate 823 unidades. En 1938 se inició la producción de una nueva versión mejorada, la Tipo 97 Te-Ke, del que se fabricaron 557 unidades.
La Unión Soviética fabricó su propia versión mejorada del modelo británico con el nombre de T-27, llegando a producir 2500 vehículos, la mayoría de los cuales llegaron a entrar en combate en los inicios de la Segunda Guerra Mundial.
Por su parte, Polonia lanzó en 1931 la Tanqueta TKS o TK-3, fabricando 575 unidades en total.
Las tanquetas entraron en combate en los conflictos bélicos sucedidos en el período de entreguerras, pero ya a principios de la Segunda Guerra Mundial se abandonó su producción, pues el blindaje de este tipo de vehículos era ineficaz contra los tanques medios o pesados, siendo Japón el único país que siguió empleándolos de manera significativa durante ese conflicto, debido a su practicidad en tamaño, peso y resultados positivos en el teatro de operaciones asiático.
Alemania ha desarrollado más recientemente un blindado que puede considerarse una moderna tanqueta: el Wiesel AWC, introducido en sus fuerzas armadas en 1990, y del que se han encargado aproximadamente 500 unidades, 7 de las cuales han sido vendidas a los Estados Unidos.
En España también se fabricaron importantes modelos de la ASB, destacando el Antonio como modelo de fuerza y potencia comenzado a fabricarse a partir de 1993.
En Colombia se fabrican tanquetas montadas sobre chasis comerciales. Estos vehículos los usan la Infantería de Marina y el Ejército para controlar las carreteras (Plan Meteoro).